# West Springfield (Massachusetts)
West Springfield és una població dels Estats Units a l'estat de Massachusetts. Segons el cens del 2000 tenia 27.899 habitants.

## Demografia
Segons el cens del 2000, West Springfield tenia 27.899 habitants, 11.823 habitatges, i 7.117 famílies. La densitat de població era de 643,1 habitants/km².
Dels 11.823 habitatges en un 27% hi vivien nens de menys de 18 anys, en un 44,7% hi vivien parelles casades, en un 11,4% dones solteres, i en un 39,8% no eren unitats familiars. En el 34% dels habitatges hi vivien persones soles l'11,2% de les quals corresponia a persones de 65 anys o més que vivien soles. El nombre mitjà de persones vivint en cada habitatge era de 2,33 i el nombre mitjà de persones que vivien en cada família era de 3,02.
Per edats la població es repartia de la següent manera: un 23,4% tenia menys de 18 anys, un 7,8% entre 18 i 24, un 29,6% entre 25 i 44, un 23,2% de 45 a 60 i un 15,9% 65 anys o més.
L'edat mediana era de 38 anys. Per cada 100 dones de 18 o més anys hi havia 91,2 homes.
La renda mediana per habitatge era de 40.266 $ i la renda mediana per família de 50.282$. Els homes tenien una renda mediana de 38.082 $ mentre que les dones 28.079$. La renda per capita de la població era de 20.982$. Entorn del 8,7% de les famílies i l'11,9% de la població estaven per davall del llindar de pobresa.